# يو إف سي على إي إس بي إن: سونغ ضد سيمون
انقضاض (بالإنجليزية: UFC on ESPN: Song vs. Simón)‏ هو حدث لفنون القتال المختلطة نظمته يو إف سي، أُقيم في 29 أبريل 2023، على يو إف سي أبيكس في لاس فيغاس، نيفادا، الولايات المتحدة.